# Ebo meridionalis
Ebo meridionalis es una especie de araña cangrejo del género Ebo, familia Philodromidae. Fue descrita científicamente por Mello-Leitão en 1942.

## Distribución
Esta especie se encuentra en Argentina.